# 肩旗
肩旗（賽夏語：kilakil ），又稱為舞帽，或是月光旗。為賽夏族在矮靈祭中重要的神聖物，可以當作辟邪之物。
日治時期，為扛戴在頭上的稱為舞帽。後來因為越做越大，無法戴在頭上，使得改為扛在肩上，稱之為肩旗。
賽夏族人相信肩旗上有矮黑人一同參與祭典儀式。

## 起源
傳說過去賽夏人與矮黑人在一起生活時，棕葉片和芭蕉葉片長得相同，是完整的一片，葉緣並無分岔，矮人（達隘）走時憤怒的將山棕葉片撕裂，才出現分岔葉緣。據說橢圓形的象徵雷女轉化的芭蕉葉,短圓弧型的象徵矮黑人撕裂的山棕葉。

## 特色
- 形式分為長橢圓形（rinring'ara）和短圓弧形（kilakil）兩種。北群多為短圓弧形，南群多為長橢圓形。現今一般都將肩旗統稱為（kilakil）。
- 祭典中顯眼的神聖物，具有獨特的形式和行動方式，有視覺吸引力的聚焦點。
- 具有特殊神聖性，只能在祭典期間出現，祭典結束後需要將其銷毀或是隱藏。
- 祭典歌舞時，各姓氏青年男子代表扛著鮮豔高聳的姓氏肩旗(kilakil)，在隊伍行列中間穿梭舞動，在祭場中跳躍巡行嬉戲，象徵矮靈到場與各姓氏族人共同玩樂。
- 祭典儀式中展現姓氏力量的媒介，要就持續不停地從黑夜舞動到天亮，必須由該姓氏家族中男子不斷接替扛旗的工作。
- 扛著肩旗在舞群中螺旋圈跑著，或盤旋進退，忽上忽下，時前時候，舞姿粗獷多變。隨著動作的跌宕變化，鈴鐺鏗鏘而響，相互響應，此起彼狀，形成別具一格的伴奏。
- 娛靈媚神為宗旨的，富於巫術色彩的面具，過去跳大帽舞時帽子是戴在頭上的，彷彿戴一種奇特的面具，整個舞蹈賦予神旗的宗教色彩。
- 祭典開始前，族人不可觸碰，亦不可於練唱時間扛旗跳舞，唯有在正式開始時進行的祭典儀式中可觸摸。

## 南北賽夏的差異

### 北賽夏為新竹五峰地區，南賽夏為苗栗南莊。

#### 舞帽（肩旗）
北：圓弧形（kilakil）、三角彎曲，似皇冠的祭帽 
南：長橢圓形（rinring'ara）、 三角形

##### 肩旗製作規定
北：特定姓氏和固定數量的安排
南：依各姓氏的意願自行決定製作 

## 製作方法
用直徑五尺左右的竹子編織呈放射狀的骨架，然後正反面都縫上白布，做成一個圓板，但是周邊要留下一些竹骨架的末端，插上山雞的尾毛。在圓中心則縫上直徑三尺左右的圓型紅布，並在紅布的上方附上兩個鏡子，外圍幾處則裝上铃铛作裝飾。背面全部吊滿細長的紙片，圓板的下端用櫸樹皮做個台座,然後用白布纏好，以便把圓板頂在頭上。在台座的左右兩端豎立削薄的鹿角作為裝飾。短圓弧型的做法大多與長橢圓形差不多，不同的是它的長約六尺，寬三到四尺的長方形平板，而縫在中央的紅布也是長方形。
用竹子編成，寬和長都有四到五尺，重達二十多公斤，扇形，像是個大扇子，形狀像是倒三角形，外面用布鋪裹起來，鑲著鏡子，綴滿珠片、銅鈴、珠子、各色細布條以及許多鈴鐺，崁上姓氏大字。

## 資料來源
台灣總督府臨時台灣舊慣調查會-番族慣習調查報告書（第三卷）賽夏族  中央研究院民族學研究所 編譯
台灣的原住民賽夏族  達西烏拉灣.畢馬（田哲益） 著
「賽夏族矮靈祭」教學觀摩-成果報告  輔仁大學宗教學系
認識台灣原住民 擁有神秘祭儀的民族—賽夏族  趙一先 著
導論賽夏族  朱鳳生 著
賽夏族文化特展 以「巴斯達隘(矮靈祭)」祭典活動探索賽夏族文化精隨  順益台灣原住民博物館
矮靈、龍神與基督 賽夏族當代宗教研究  簡鴻模 著
1. 1 2  胡, 家瑜. . 臺北市 : 三民. 2015. ISBN 9789571460642.